# Infanterie-Regiment „Prinz Carl“ (4. Großherzoglich Hessisches) Nr. 118

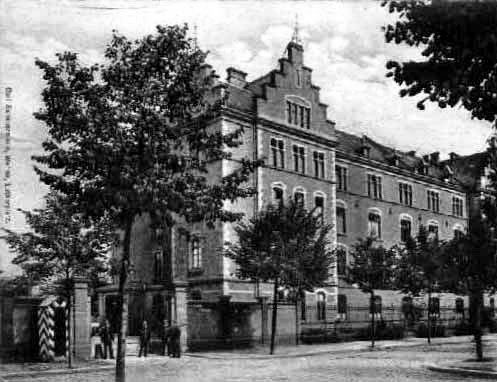
Regimentskaserne in Worms, um 1900

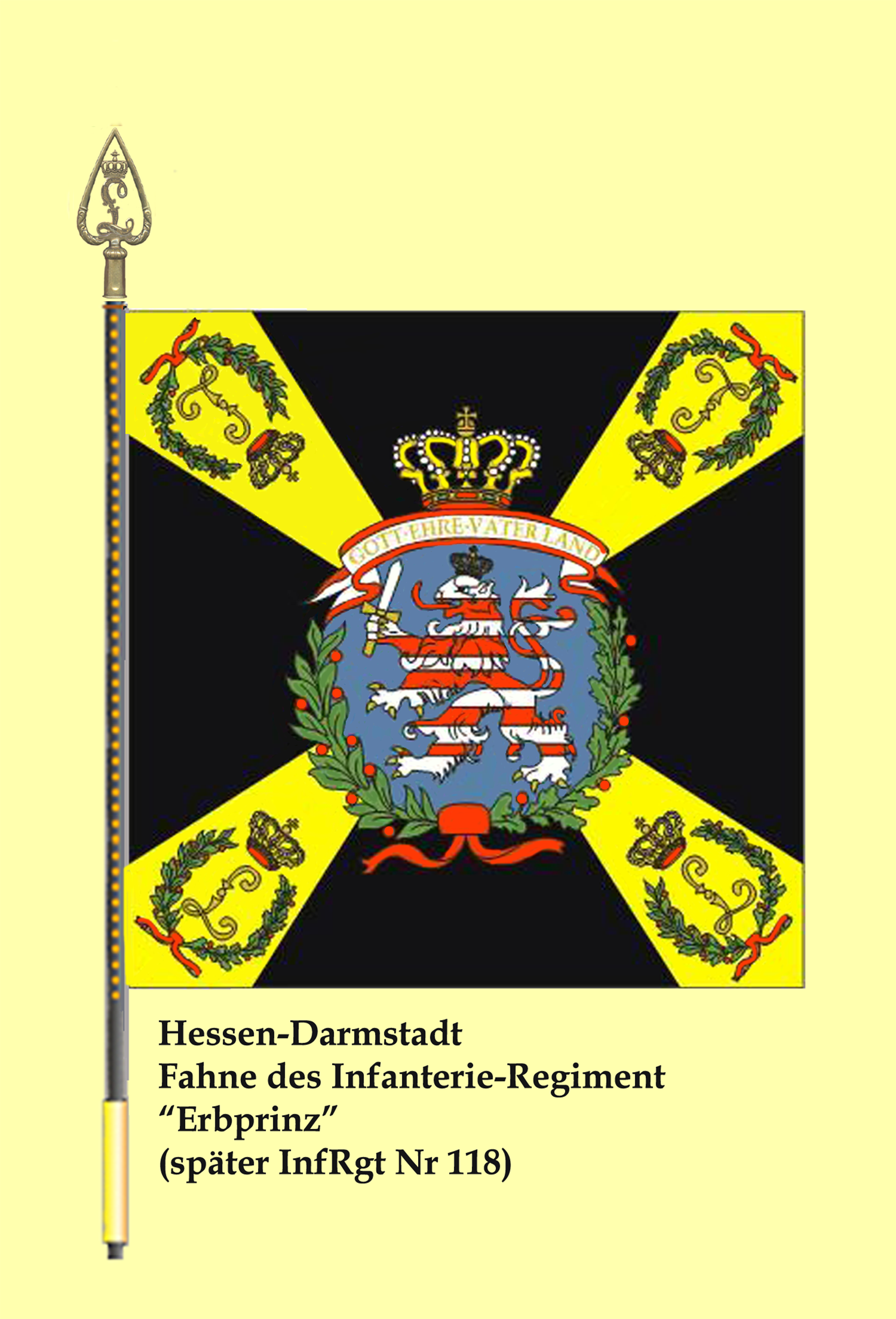
Ältere Regimentsfahne

Das Infanterie-Regiment „Prinz Carl“ (4. Großherzoglich Hessisches) Nr. 118 war seit 1872 ein Infanterieverband des Großherzoglich Hessischen Kontingents innerhalb der Preußischen Armee, dessen Geschichte auf das Jahr 1791 zurückgeht.

## Geschichte
Errichtet wurde der Verband am 23. Januar 1791 (Stiftungstag) als Regiment „Erbprinz“ in der Landgräflich Hessischen Armee unter Landgraf Ludwig X. von Hessen-Darmstadt. Es formierte sich zunächst zu zwei Bataillonen mit je vier Kompanien. Nach dem Beitritt von Hessen-Darmstadt zum französisch dominierten Rheinbund wurde der Verband nach französischem Vorbild uniformiert in ein Infanterieregiment nach französischem Muster umgegliedert. Im Jahre 1806 erhielt es den Namen „Brigade Groß- und Erbprinz“. Zwei Jahre darauf wurde es in Regiment „Groß- und Erbprinz“ umbenannt, bis es sich schließlich am 11. April 1830 zum 4. Infanterie-Regiment formierte.
Nach dem Ende des Deutschen Bundes unterstellte der Großherzog von Hessen mit einer Militärkonvention seine Truppen dem König von Preußen. Die hessischen Truppen wurden zur 25. Division zusammengefasst und in das Namensschema der Preußischen Armee eingefügt. Das Regiment trug ab dem 25. Oktober 1871 die Bezeichnung 4. Infanterie-Regiment „Prinz Carl“ (Nr. 118) und wurde zum 1. Januar 1872 in den Verband der Preußischen Armee eingegliedert. Es formierte sich zu drei Bataillonen mit je vier Kompanien. Am 28. November 1906 erhielt es seine letzte Bezeichnung Infanterie-Regiment „Prinz Carl“ (4. Großherzoglich Hessisches) Nr. 118. Namensgeber war Prinz Karl Wilhelm Ludwig von Hessen, der Vater von Großherzog Ludwig IV. von Hessen. Er war seit dem 31. August 1836 Inhaber des Regiments gewesen.

### Garnison

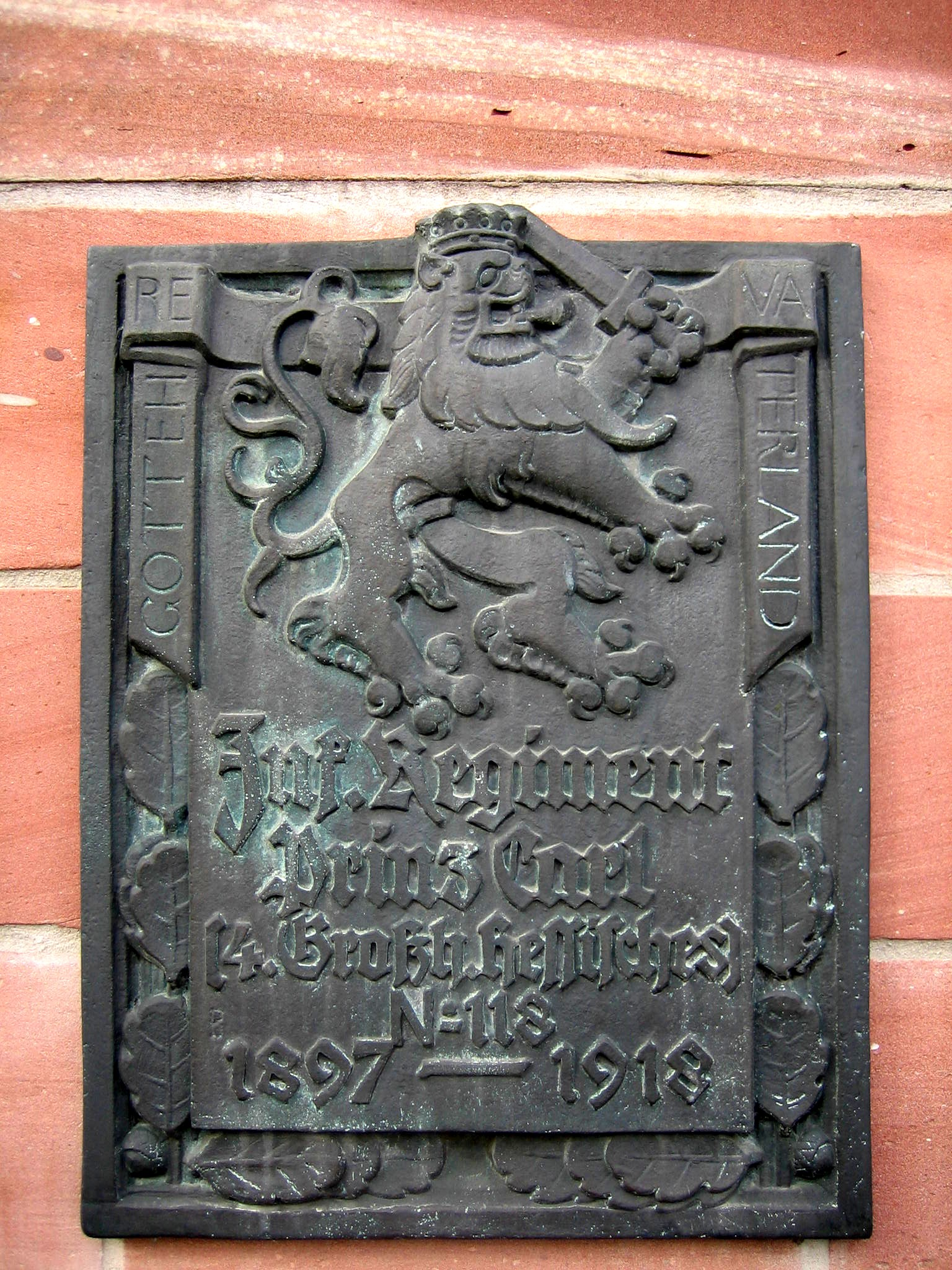
Erinnerungstafel an der ehemaligen Prinz-Carl-Kaserne in Worms

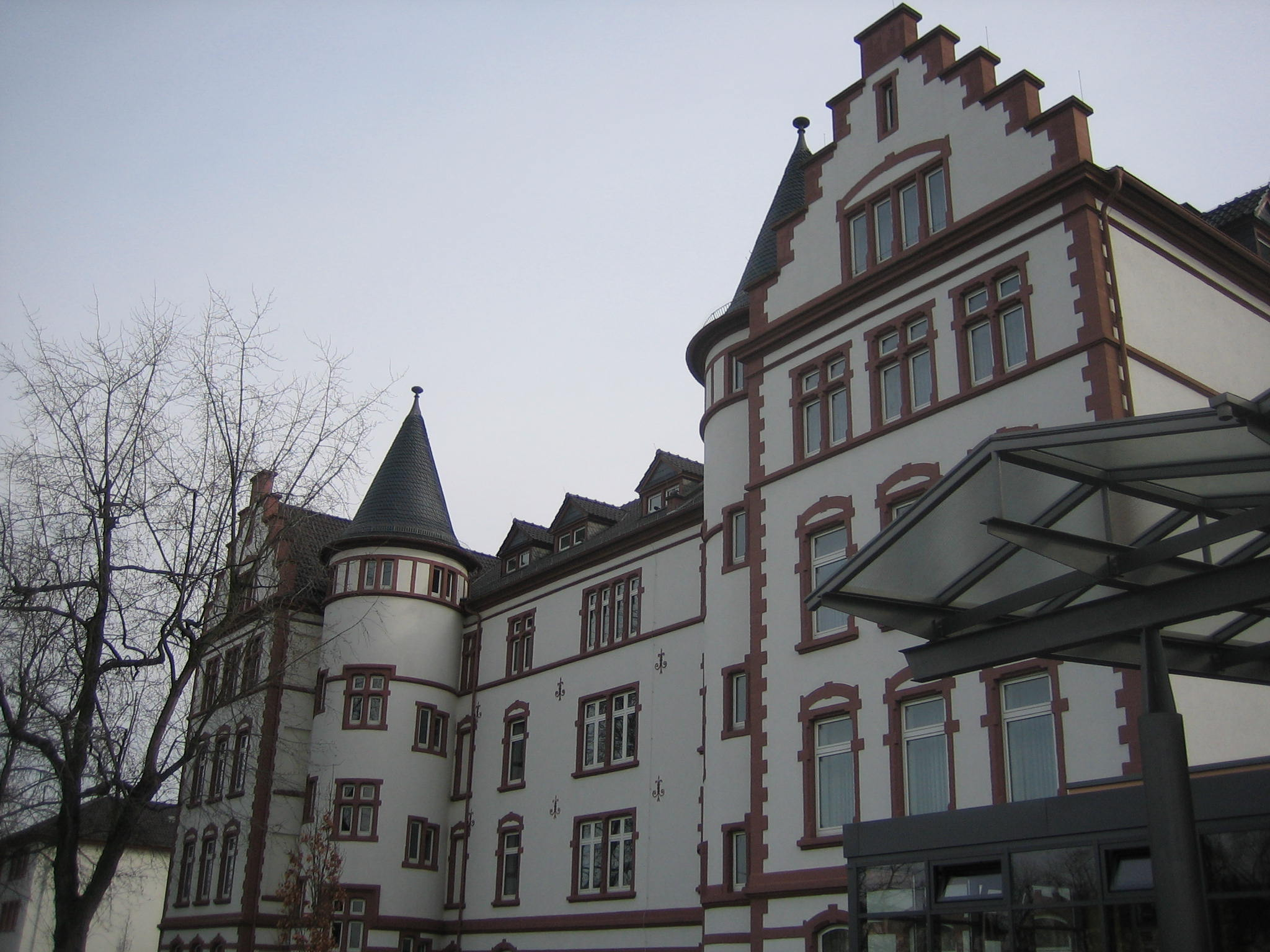
Hofansicht der ehemaligen Prinz-Carl-Kaserne (heute: Prinz-Carl-Anlage) in Worms

Ursprünglich war das Regiment in Mainz stationiert. 1872 wurde zunächst das II. Bataillon nach Worms verlegt und in der innerstädtischen Pfalzgrafenkaserne untergebracht. Wegen deren räumlichen Enge wurde 1897 eine neue Kaserne in Nachbarschaft zum Heereslazarett errichtet. Diese wurde im selben Jahr unter der Bezeichnung Prinz-Carl-Kaserne eingeweiht. Nach dem Ersten Weltkrieg zogen dort die Franzosen ein und nannten sie Caserne de Vallieres. 1936 übernahm die Wehrmacht die Kaserne und nannte sie nach der Schlacht um den Kemmelberg in Flandern, an dem das alte Infanterie-Regiment Nr. 118 teilgenommen hatte, Kemmel-Kaserne. Nach dem Zweiten Weltkrieg diente die Kaserne kurzzeitig den Amerikanern als Kriegsgefangenenlager, dann wurde sie an die französische Besatzungsmacht übergeben und hieß fortan Quartier Foch. 1951 übernahmen abermals die Amerikaner die Kaserne und nannten sie ab 1956 Taukkunen Barracks. Sie fügten einige Bauten hinzu. 1996 zogen die Amerikaner endgültig ab und das nun Prinz-Carl-Anlage benannte Gelände wurde für ein Hotel und Gewerbebetriebe umgenutzt.

### Erster Koalitionskrieg
Während des Ersten Koalitionskrieges nahm das Regiment am Feldzug gegen die Franzosen am Mittelrhein und an der Lahn teil. Dabei kam es am 11. November im Gefecht bei Kreuznach und am 2. Dezember 1795 bei Planig zum Einsatz. Am 4. Juni stand es im Gefecht bei Neustadt an der Wipper und am 9. September 1796 beteiligte sich der Verband an der Eroberung der Platte bei Wiesbaden.

### Koalitionskriege
Gemäß den mit Napoleon Bonaparte abgeschlossenen Verträgen kämpfte das Regiment auf französischer Seite in Spanien und im Feldzug nach Russland. Ebenso noch in der Völkerschlacht bei Leipzig. Vom 13. März bis 4. Mai 1814 zog das Regiment gegen Frankreich und war an der Einschließung der Festung Mainz beteiligt. Das I. Bataillon gelangte am 23. Juni bei Rheinzabern sowie am 28. Juni 1815 bei Straßburg zum Einsatz. Das II. Bataillon nahm vom 2. Juli bis 10. August 1815 an der Belagerung von Neu-Breisach und vom 15. bis 26. August 1815 an der Belagerung von Hüningen teil.

### Schleswig-Holsteinischer Krieg
1848 trat das Regiment seinen Ausmarsch in die Herzogtümer Schleswig und Holstein an, ohne jedoch aktiv in die Kämpfe einzugreifen.

### Deutsche Revolution 1848/49
Anlässlich der revolutionären Unruhen rückte das Regiment aus und besetzte am 29. Mai 1849 Worms. Im Zuge der Badischen Revolution kam es am 30. Mai zu Gefechten mit Aufständischen bei Hemsbach, in die die 5. und 6. Kompanie verwickelt war. Gemeinsam mit preußischen Truppen nahm das Regiment in der Folgezeit an den Gefechten bei Weinheim, Großsachsen und Gernsbach teil.

### Deutscher Krieg 1866
Während des Deutschen Krieges kämpfte das Regiment im Deutschen Bund gegen Preußen. Dabei kam es am 13. Juli bei Frohnhofen und am 25. Juli 1866 bei Gerchsheim zu Kampfhandlungen.

### Deutsch-Französischer Krieg 1870/71
Während des Krieges gegen Frankreich nahm das Regiment zunächst an der Schlacht bei Gravelotte und der Belagerung von Metz teil. Im Anschluss daran kämpfte es bei Noisseville, Coulours, Orléans und während der Schlacht bei Beaugency auf dem linken Ufer der Loire. Dabei nahm es am 9. Dezember 1870 am Sturm auf Chambord teil. Dieses Ereignis wurde vom Regiment jährlich gefeiert, Regimentskommandeur Karl von Behr (ab 1910) dichtete dafür ein Nibelungen-Lied und zum 25. Jahrestag wurde das Ereignis zu einem Jubiläumsschauspiel verarbeitet.
Das Regiment wurde nach dem Krieg 1872 in Worms stationiert und erhielt dort 1897 einen Kasernenneubau, heute: Prinz-Carl-Anlage.

### Erster Weltkrieg
Bei Ausbruch des Ersten Weltkriegs machte der Verband am 2. August 1914 als Teil der 50. Infanterie-Brigade (2. Großherzoglich Hessische) der 25. Infanterie-Division mobil. Es marschierte in das neutrale Belgien ein und beteiligte sich hier an den Kämpfen bei Longlier und Neufchâteau. Daran schloss sich die Schlacht an der Maas sowie an der Marne an. Am 11. Oktober 1914 war das Regiment in Stellungskämpfe bei Damremy-Soyécourt/Vesle-Somme-Avre verwickelt. Am Abend des 17. Dezember 1914 wurde die 17. Reserve-Division im Stellungskrieg bei Roye zwischen Saint-Mard und dem damaligen Saint-Aurin, das heutige L’Échelle-Saint-Aurin nachdem es mit dem einstigen Nachbarort L’Échelle verschmolz, durch die 25. Division abgelöst. Die Stellung des Infanterie-Regiment „Lübeck“ (3. Hanseatisches) Nr. 162 übernahm das Infanterie-Regiment „Prinz Carl“ Nr. 118. Am 7. März änderte sich das Unterstellungsverhältnis. Das Regiment kam nun zur 112. Infanterie-Brigade der neugebildeten 56. Infanterie-Division. Zunächst noch an der Westfront eingesetzt, verlegte das Regiment im Mai 1915 an die Ostfront und beteiligte sich hier u. a. an den Schlachten bei Gorlice-Tarnów und Lemberg. Ende Juni 1915 erfolgte die Rückverlegung an die Westfront. Zunächst noch in Reserve gehalten, kam das Regiment Ende September in der Herbstschlacht in der Champagne zum Einsatz. Am 25. September war es in Kämpfe bei Sommepy-Tahure verwickelt. Daran schloss sich bis Ende April 1916 Stellungskämpfe in der Champagne an. Ende Mai 1916 trat es dann in die Kämpfe um Verdun ein. Dort kämpfte es am 5. August am Thiaumont-Rücken. Nach Stellungskämpfen in Flandern und Artois nahm das Regiment an der Schlacht an der Somme teil. Während der anschließenden Stellungskämpfe in der Champagne erhielt das Regiment eine 2. und 3. MG-Kompanie.
In der Osterschlacht bei Arras kämpfte am 9. April 1917 zunächst nur das I. Bataillon bei Vimy. Am 23. April 1917 wurde dort das komplette Regiment eingesetzt. Der Verband lag dann die kommenden Monate bis April 1918 in Stellungskämpfen und beteiligte sich an der Schlacht um den Kemmel. Nach schweren Verlusten in den Abwehrschlachten in Flandern mussten am 8. Oktober 1918 die 4., 6. und 12. Kompanie aufgelöst werden, da kein Ersatz mehr nachgeführt zur Verfügung stand.

### Verbleib
Nach Kriegsende marschierten Reste des Regiments in die Heimat zurück. Da die bisherige Garnison Worms in der nunmehrigen entmilitarisierten Zone lag, stand diese nicht mehr zur Verfügung. Das Regiment musste daher auf einen rechtsrheinischen Standort ausweichen und traf am 20. Dezember 1918 in Bensheim ein. Im Januar 1919 erfolgte die Demobilisierung und das Regiment wurde offiziell am 10. Mai 1919 aufgelöst. Aus demobilisierten Teilen bildete sich im Januar 1919 ein Freiwilligen-Bataillon, auch Freiwilligen-Bataillon „von Goessel“ genannt, mit MG- und MW-Kompanie. Nach der Aufstellung trat diese Einheit zum Freikorps Hessen über. Im Zuge der Bildung der Vorläufigen Reichswehr folgte die Übernahme als II. Bataillon in das Reichswehr-Schützen-Regiment 35.

## Kommandeure

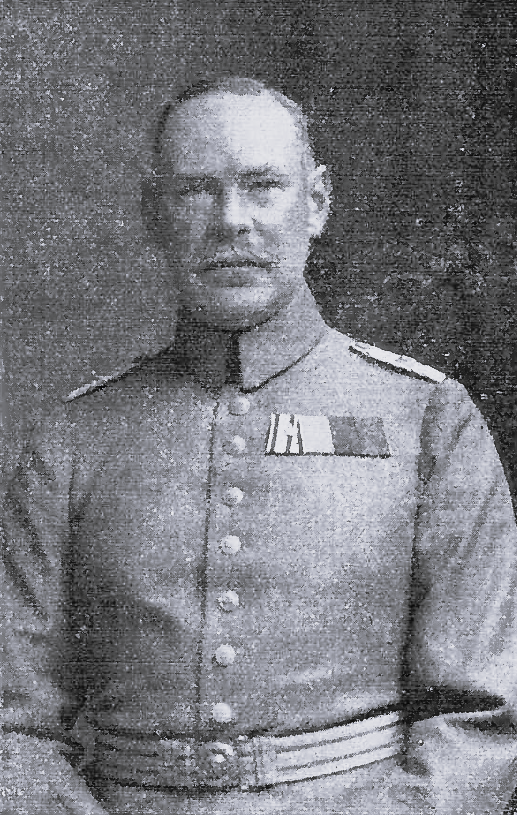
Wilhelm König

| Dienstgrad            | Name                                 | Datum                                                              |
| --------------------- | ------------------------------------ | ------------------------------------------------------------------ |
| Oberst/Generalmajor   | Ludwig von Hessen                    | 23. Januar 1791 bis 31. Mai 1803                                   |
| Oberst/Generalmajor   | Johann Georg von Schäffer-Bernstein  | 01. Juni 1803 bis 20. August 1808                                  |
| Oberstleutnant        | Karl von Ledebur                     | 23. August bis 7. Dezember 1808                                    |
| Oberstleutnant        | Wilhelm Damm                         | 08. Dezember 1808 bis 18. Februar 1809                             |
| Major                 | Franz Eysermann                      | 19. Februar bis 10. August 1809                                    |
| Major                 | Christian Weber                      | 11. August 1809 bis 8. Juli 1810                                   |
| Oberstleutnant        | Ernst Koehler                        | 09. Juli 1810 bis 19. Januar 1821                                  |
| Oberst                | Wilhelm Gran                         | 20. Januar 1821 bis 01. August 1823                                |
| Oberst                | Ulrich Pultz von Carlsen             | 02. August 1823 bis 12. Dezember 1837                              |
| Oberst                | Georg Franz Pfaff                    | 13. Dezember 1837 bis 23. Februar 1842                             |
| Oberst                | Roeder von Diersburg                 | 24. Februar 1842 bis 15. September 1845                            |
| Oberst                | Heinrich Joseph von Weitershausen    | 16. September 1845 bis 31. Dezember 1852                           |
| Oberstleutnant/Oberst | Christian von Bechthold              | 01. Januar 1853 bis 26. März 1859                                  |
| Oberst                | Johann Jakob Weitzel                 | 27. März 1859 bis 17. Oktober 1860                                 |
| Oberst                | Karl August von Stockhausen          | 18. Oktober 1860 bis 9. März 1866                                  |
| Oberst                | Ludwig Schenck                       | 10. März bis 26. Juli 1866                                         |
| Oberst                | Johann Christian Bickel              | 29. Juli 1866 bis 23. Januar 1867                                  |
| Oberst                | Wilhelm Weber                        | 24. Januar bis 9. Juli 1867                                        |
| Oberstleutnant/Oberst | Ludwig von Lyncker                   | 10. Juli 1867 bis 30. September 1868                               |
| Oberstleutnant        | Ludwig Zwenger                       | 20. November 1868 bis 20. August 1870 (mit der Führung beauftragt) |
| Oberstleutnant        | Karl von Gründler                    | 07. bis 22. September 1870 (mit der Führung beauftragt)            |
| Oberstleutnant/Oberst | Karl von Gründler                    | 23. September 1870 bis 5. Februar 1873                             |
| Oberstleutnant        | Ernst von Tschirschky und Bögendorff | 06. Februar 1873 bis 14. Oktober 1874                              |
| Oberstleutnant        | Rudolph Tiehsen                      | 15. Oktober bis 14. Dezember 1874 (mit der Führung beauftragt)     |
| Oberstleutnant/Oberst | Rudolph Tiehsen                      | 15. Dezember 1874 bis 9. Juli 1880                                 |
| Oberstleutnant/Oberst | Julius von Rosen                     | 10. Juli 1880 bis 21. März 1886                                    |
| Oberst                | Alexander Johannes                   | 22. März 1886 bis 15. Februar 1889                                 |
| Oberst                | Theodor Kuchenbecker                 | 16. Februar 1889 bis 15. Juni 1891                                 |
|                       | Hugo Langenmayr                      | 16. Juni 1891 bis 24. März 1893                                    |
| Oberst                | Heinrich von Puttkamer               | 25. März 1893 bis 19. Mai 1896                                     |
| Oberst                | Leo von Weiher                       | 20. Mai 1896 bis 2. Juli 1899                                      |
| Oberst                | Rudolph d'Heil                       | 03. Juli 1899 bis 17. Dezember 1901                                |
| Oberstleutnant        | Arthur Dietlein                      | 18. Dezember 1901 bis 21. April 1902 (mit der Führung beauftragt)  |
| Oberst                | Arthur Dietlein                      | 22. April 1902 bis 19. März 1906                                   |
| Oberstleutnant/Oberst | Friedrich von Böckmann               | 20. März 1906 bis 21. März 1910                                    |
| Oberst                | Karl von Behr                        | 22. März 1910 bis 19. Mai 1913                                     |
| Oberst                | Richard Münter                       | 20. Mai 1913 bis 8. November 1914                                  |
| Oberstleutnant        | Hellmuth von Maltzahn                | 09. November 1914 bis 8. Februar 1915                              |
| Oberstleutnant        | Hugo Semrau                          | 09. Februar bis 13. Juni 1915                                      |
| Major                 | Wilhelm König                        | 14. Juni bis 6. Oktober 1915                                       |
| Oberstleutnant        | Karl Hermann Lockemann               | 07. Oktober 1915 bis 26. Juni 1916                                 |
| Oberstleutnant        | Walther Reinhardt                    | 27. Juni bis 19. Juli 1916                                         |
| Oberst                | Karl von Dunker                      | 20. Juli bis 29. Oktober 1916                                      |
| Oberstleutnant        | Bernhard Fabarius                    | 30. Oktober 1916 bis 1. April 1917                                 |
| Oberstleutnant        | Friedrich von Weyrauch               | 02. April 1917 bis 19. Januar 1919                                 |
| Oberst                | Heinrich von Bibra                   | 20. Januar bis April 1919                                          |

## Uniform
Das Regiment trug die Uniform der preußischen Infanterie, mit den dem Großherzoglich Hessischen Kontingent zugestandenen Abweichungen. Der Helmzierat bestand aus dem gestreiften hessischen Wappenlöwen in einem halboffenen Kranz aus Lorbeer und Eichenlaub. Unabhängig von der Knopffarbe war der Helmbeschlag immer aus Tombak. Auf dem Helm befand sich statt des Telleraufsatzes stets ein Kreuzbeschlag mit einer sechsfach gekehlten Spitze. Die Landeskokarde war rot-weiß und glatt, im Gegensatz zu den geriffelten Ausführungen der anderen Kontingente. Auf dem Koppelschloss befand sich eine erhaben geprägte Großherzogliche Krone.
Da die fünf Regimenter des Großherzoglichen Kontingents mit der Farbe der Schulterklappen vom preußischen System abwichen (hier trug jedes Regiment innerhalb eines Armeekorps die gleiche Ärmelpatten- und Schulterklappenfarbe) war das Regiment Nr. 118 mit Ärmelpatten und Schulterklappen in Goldgelb ausgestattet. Wegen dieser auffälligen Merkmale bekam das Regiment den Spitznamen „Die Kanarienvögel“. Wenn das Regiment zusammen mit anderen Einheiten im Verband antrat, fingen alle umstehenden Truppenteile an zu pfeifen.

## Tradition

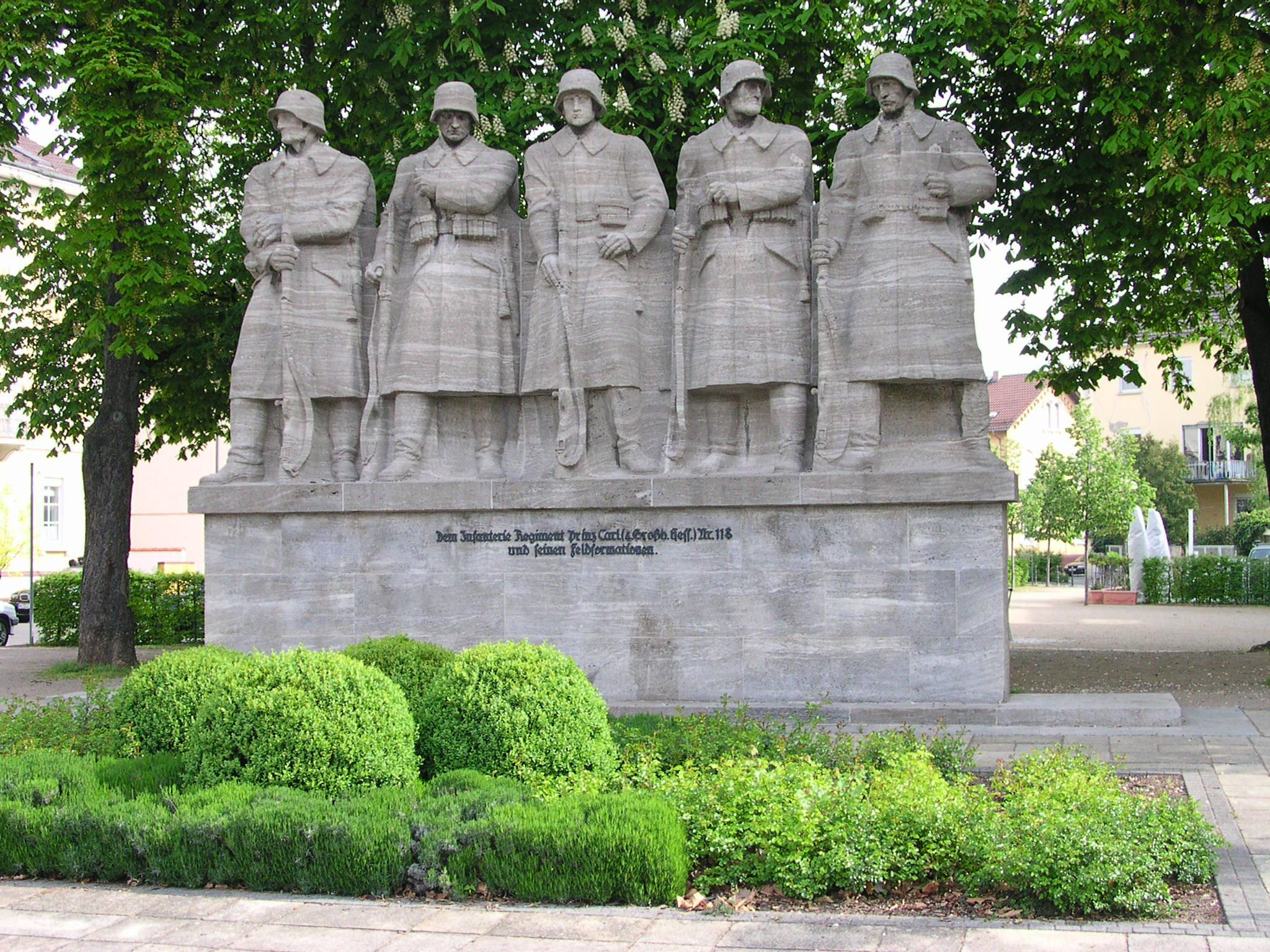
118er Denkmal in Worms

Die Tradition übernahm in der Reichswehr durch Erlass des Chefs der Heeresleitung General der Infanterie Hans von Seeckt vom 24. August 1921 die 3. und 4. Kompanie des 15. Infanterie-Regiments in Gießen. In der Wehrmacht führte die Tradition das III. Bataillon des Infanterieregiments 115 in Worms fort.

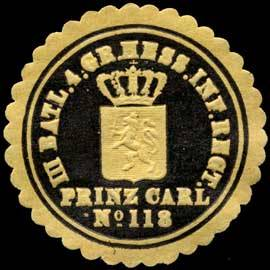
Siegelmarke des III. Bataillons

An das Regiment erinnert das am 21. August 1932 enthüllte 118er Denkmal von Paul Birr in Worms.

## Verweise